# HD198391
HD198391 — хімічно пекулярна зоря спектрального класу A1, що має видиму зоряну величину в смузі V приблизно  6,3.
Вона  розташована на відстані близько 517,7 світлових років від Сонця.

## Фізичні характеристики
Зоря HD198391 обертається 
порівняно повільно 
навколо своєї осі. Проєкція її екваторіальної швидкості на промінь зору становить  Vsin(i)= 23км/сек.